# Honda Kōtarō

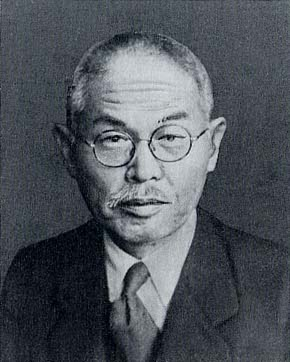
Honda Kōtarō

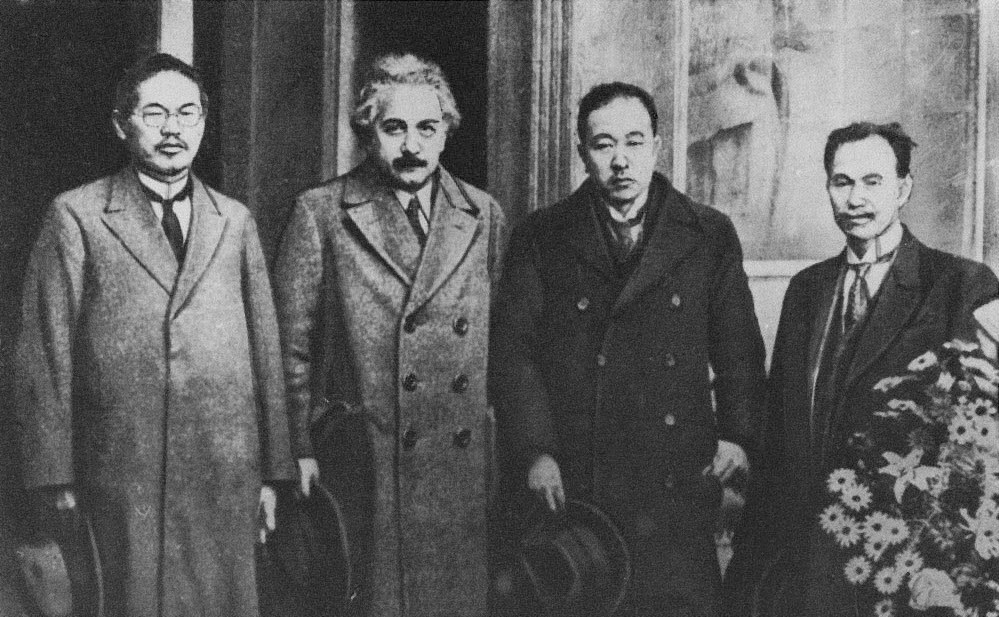
Von links nach rechts: Kōtarō Honda, Albert Einstein, Keiichi Aichi, Shirōta Kusakabe. 1922

Honda Kōtarō (japanisch 本多 光太郎; * 24. März 1870 in Okazaki, Präfektur Aichi; † 12. Februar 1954 in Tokio) war ein japanischer Physiker und Metallurge.
Honda studierte an der Universität Tokio (Abschluss 1897) und arbeitete ab 1900 mit Hantarō Nagaoka über Magnetismus. Bei diesem promovierte er auch 1903. 1907 bis 1911 studierte er an der Universität Göttingen bei dem Metallurgen Gustav Tammann und wurde nach seiner Rückkehr Professor an der neugegründeten Universität Tōhoku. Honda, Kotaro entdeckte 1916 durch hinzufügen von Kobalt zu Wolframstahl Alnico, eine hartmagnetische Legierung, die korrisionsfest, vibrations- und temperaturunempfindlich und billiger als herkömmliche Stahlmagnete war. Bekannt wurde er als Erfinder von magnetischen Stahlsorten (1917 KS-Stahl, KS für Kichiei Sumitomo, 1933 weiterentwickelt zu noch besserem NKS-Stahl, für New KS-Steel) für Dauermagnete, was während des Ersten Weltkriegs durch Exportverbote im Westen erzwungen wurde. Sein KS-Stahl war erheblich besser als die damaligen Wolfram-Stahl-Legierungen. Er ließ sich den Stahl auch patentieren. Dafür erhielt er einen der ersten Kulturorden (Bunka Kunshō) 1937 und weitere hohe japanische Orden (im Jahr seines Todes das große Asahi-Band Erster Klasse). 1919 wurde er Direktor des Instituts für Eisen, Stahl und andere Metalle an der Universität Tohoku. 1931 bis zu seiner Emeritierung 1940 war er Präsident der Universität Tohoku. Auch nach der Emeritierung blieb er Honorarprofessor an seiner Universität. Nach dem Krieg wurde er 1949 bis 1953 Präsident der Universität Tokio. 1940 war er einer der Initiatoren der Gründung der Technischen Hochschule Chiba.
Eine Göttinger Gedenktafel für Honda befindet sich am ehemaligen Institut für Metallphysik (Kreuzbergring 15) in Göttingen.
Zu seinen Schülern gehören Murakami Takejirō (1882–1969) und Masumoto Hakaru (1895–1987).

## Schriften
- Magnetism and matter, Tokio 1917 (Aufsätze)
- Magnetic properties of matter, Tokio 1928 (Aufsätze)